# Vlag van Mongolië

Vlag van Mongolië (ratio 1:2)

De vlag van Mongolië werd officieel in gebruik genomen op 12 februari 1992. Deze is gelijkaardig aan de vlag die in 1945 werd geïntroduceerd, behalve de verwijdering van de socialistische ster. Op 6 mei 2011 werd door de nationale overheid een gestandaardiseerde beschrijving van de vlag uitgegeven, die op 22 mei 2012 in werking trad.
De vlag heeft drie gelijke, verticale banden in de kleuren rood (hijskant), blauw en rood. Gecentreerd op de rode band aan de hijskant staat het nationale embleem („soyombo“), een zuilvormig figuur met abstracte en geometrische symbolen die staan voor vuur, zon, maan, aarde, water en het yin-yangsymbool. De kleuren zijn het boeddhistische rood en het blauw van de Mongoolse blauwe lucht, die een bijzondere plaats in de Mongoolse cultuur inneemt. Dit embleem werd in de 17e eeuw ontwikkeld door Zanabazaar.

## Geschiedenis

Vlag van de Bogd Khanate van Mongolië (1911-1920, 1921-1924)

Na de onafhankelijkheidsverklaring van Mongolië in 1911, tijdens de val van de Chinese Qing-dynastie, nam het Bogd Khanaat van Mongolië een nationale vlag aan als symbool van deze onafhankelijkheid. De beslissing om een nationale vlag aan te nemen werd ook genomen om de internationale standaard van die tijd te volgen en zo het imago van een moderne onafhankelijke staat te promoten. In een decreet werden de kleuren en afmetingen van de vlag vastgelegd; een gele langwerpige rechthoek met een religieuze gebedstekst en een Soyombo, de letters "E" en "Bam", en een lotusbloem in het midden, met rode zijden staarten die de letters "Ohm", "Aa" en "Hum" bevatten. Grotere vlaggen waren bedoeld voor gebruik door de overheid, terwijl kleinere versies bedoeld waren voor gewone mensen. Overgebleven vlaggen zijn te zien met kleine individuele verschillen van het complexe ontwerp.
Na de communistische revolutie van 1921 werd de onafhankelijkheid van Mongolië hersteld. Het land was formeel nog steeds een monarchie en de vlag bleef, die door veel van de revolutionaire soldaten werd gedragen.

Vlag van de Republiek China Tijdens de Bezetting van Mongolië (1920-1921)

Eind 1919 begonnen Chinese troepen Mongolië te bezetten. Op 1 januari 1920 werd een ceremonie gehouden waarbij de autonomie van Mongolië werd herroepen en Mongolië bij China werd ingelijfd, waarbij de vlag met vijf strepen van de Republiek China werd gehesen.

Vlag van de Mongoolse Volksrepubliek (1921-1924)

Reconstructie van de vlag van de Communistische Revolutionaire Voorlopige Regering van Mongolië gebruikt tijdens de Mongoolse Revolutie van 1921. Er bestaan geen afbeeldingen of bewaard gebleven voorbeelden van deze vlag, alleen beschrijvingen. Daarom zijn de afmetingen van de vlag en de exacte positie van het symbool onbekend.

Vlag van de Mongoolse Volksrepubliek (1924-1940)

Alternatieve vlag van de Mongoolse Volksrepubliek (1924-1940)

Na de dood van Ngawang Losang Chökyi Nyima Tenzin Wongchuk in 1924 werd de Volksrepubliek Mongolië uitgeroepen. De eerste grondwet van de nieuwe republiek werd aangenomen op 26 november 1924 en beschreef de nieuwe vlag. De precieze vorm en het ontwerp van de vlag waren niet volledig gestandaardiseerd en werden enkel gedefinieerd als "de vlag is rood met het staatsembleem in het midden." De vlag kan daarom worden gezien met enkele variaties, zoals zonder tekst of met een rechthoekige vorm zonder de drie staarten.

Alternatieve vlag van de Mongoolse Volksrepubliek (1924-1930/1940)

Foutieve vlag van de Mongoolse Volksrepubliek met een ongebruikelijke blauwe Sojombo-symbool die in verschillende westerse bronnen voorkomt. Dit is in tegenspraak met Mongoolse bronnen, hedendaagse afbeeldingen en fotografisch bewijs van de echte vlag uit 1924 die toen in gebruik was.

Vlag van de Mongoolse Volksrepubliek (1930-1940)

Vlag van onduidelijk type gebruikt tussen 1930 en 1940. Sommige bronnen vermelden het als de nationale vlag tussen 1930 en 1940, maar er bestaat geen duidelijke datum van goedkeuring of wijziging in de grondwet en bewijs toont aan dat de vlag van 1924 werd gebruikt tot 1940. Mogelijk een burger- of marinevaandel van de zeer kleine Mongoolse marine, die in 1930 werd opgericht. Het staat bijvoorbeeld vermeld onder de vlaggen en maritieme vaandels in een atlas van het Rode Leger van de Sovjet-Unie uit 1938.

Vlag van de Mongoolse Volksrepubliek (1940-1945)

In november 1939 besprak de Mongoolse leider Chorloogijn Tsjoibalsan de goedkeuring van een nieuwe grondwet met de leiders van de Sovjet-Unie tijdens een bezoek aan Mongolië. Op 30 juli 1940 werd de tweede grondwet van de Volksrepubliek Mongolië aangenomen, en daarmee ook de tweede vlag. Na een ontwerp van het nieuwe staatsembleem te hebben bestudeerd, adviseerde Jozef Stalin dat "om aan te tonen dat er veel dieren zijn, het wapenschild een man moest hebben met een paard in het midden en verschillende dierfiguren rondom hem". Dit nieuwe embleem, ontdaan van alle overblijvende religieuze symboliek, was aanwezig op de nieuwe vlag die werd omschreven als "bestaande uit een rood doek in de verhouding 1:2 met het embleem van de staat in het midden en "Mongoolse Volksrepubliek" aan weerszijden".

Vlag van de Mongoolse Volksrepubliek (1945-1992)

Op de Conferentie van Jalta, tegen het einde van de Tweede Wereldoorlog, werd overeengekomen om de status quo van het bestaan van Mongolië te behouden. Een nieuwe vlag met nationale symboliek werd toen noodzakelijk geacht om de pogingen van de Sovjet-Unie en Mongolië om te onderhandelen over de erkenning van de onafhankelijkheid van Mongolië door China te doen slagen. Tsjoibalsan stelde de kwestie van de goedkeuring van een nieuwe vlag aan de orde tijdens de 43ste vergadering van het presidium van de Staatsconferentie op 10 juli 1945, waar het ontwerp van de nieuwe vlag werd goedgekeurd. Tsjoibalsan koos ervoor om de Sojombo-symbool opnieuw als nationaal symbool op de vlag te plaatsen en beschreef de goedkeuring ervan als een hoogfeest van de onafhankelijkheid van Mongolië. De nieuwe vlag werd in 1949 in de grondwet opgenomen en werd vanaf het begin opgenomen in de grondwet die in 1960 werd aangenomen. De vlag werd gebruikt tot de aanname van de democratische grondwet en de huidige vlag in 1992.

Vlag van Mongolië (1992-2011)

Vlag van Mongolië (sinds 2011)

Toen Mongolië in 13 februari 1992 een democratie werd, werd de vlag licht aangepast. De rood-blauw-rode verticale driekleur bleef, maar de ster werd verwijderd uit de Sojombo-symbool. Op 6 mei 2011 werd door de nationale overheid een gestandaardiseerde beschrijving van de vlag uitgegeven, die op 22 mei 2012 in werking trad. De kleuren van de vlag werd pas op 8 juli 2011 gestandaardiseerd.